# Laserian z Leighlin
Laserian z Leighlin, również: Laisren, Molaisse, Molaise, Lamlis, Molios (zm. 639) – jeden z dwunastu apostołów Irlandii, uczeń św. Fintana z Taghmon, wnuk króla Dalriady Aidana (zm. 606) i bratanek św. Blanego (zm. 590), założyciel klasztoru na wyspie Inishmurray (7 km od wybrzeża dzis. hrabstwa Sligo), święty Kościoła katolickiego.
Wyświęcony na kapłana przez św. Grzegorza Wielkiego zaangażował się we wprowadzeniu daty Wielkanocy za Rzymem w miejsce celtyckiej. Diecezja Leighlin wprowadziła ją w irlandzkim Kościele prawdopodobnie jako pierwsza.
Jego wspomnienie liturgiczne obchodzone jest 18 kwietnia.
Niewykluczone, że Laserian z Leighlin i Molaise z Devenish (Laserian, zm. 563) to jeden i ten sam święty.